# Melanobatus
Melanobatus là một chi thực vật có hoa trong họ Hoa hồng.